# شورای ملی ایران
شورای ملی ایران (NCI) با نام رسمی شورای ملی ایران برای انتخابات آزاد، یک گروه سیاسی مادر در تبعید که مخالف جمهوری اسلامی است که برای دموکراسی در ایران فعالیت می‌کنند. این گروه همچنین مدعی است که نماینده اقلیت‌های مذهبی و قومی است.
رضا پهلوی در مجمع مؤسس این شورا که در ۲۷ و ۲۸ آوریل ۲۰۱۳ در پاریس برگزار شد، به عنوان سخنگو و مدتی بعد و به درخواست اعضای این شورا، ریاست این شورا را برعهده گرفت. او در تاریخ ۱۶ سپتامبر ۲۰۱۷ برابر با شنبه ۲۵ شهریور ۱۳۹۶ در نشست سالانه شورای ملی، از سمت ریاست این شورا کناره‌گیری کرد.
نازیلا گلستان، رضا پیرزاده، نوشین مشکاتی، زرین محی الدین، شهرزاد کریمی، امیرحسین مهدی ایرایی و سعید جباری در رای‌گیری آنلاین در ۱۶ سپتامبر برای تشکیل اعضای دفتر سیاسی، انتخاب شدند. همچنین واهیک باقومیان، هوشنگ لاهوتی، حمید قهرمانی، حیدر بیدخت، مرجانه روحانی، جواد فروزنده و رضا شیل سر به عنوان اعضای شورای عالی انتخاب شدند.

## احزاب و گروه‌های زیرمجموعه
احزاب و گروه‌های که به این شورا پیوسته‌اند:
1. حزب مشروطه ایران
2. حزب پان ایرانیست[۱۴]
3. کمپین سفارت سبز
4. اتحادیه ملی برای دموکراسی در ایران
5. جبههٔ آزادی خواهان مردم ایران
6. جنبش بختیاری
7. جنبش لرستانات
8. جنبش فرزندان رستم، سیستان و بلوچستان
9. جنبش آزادی خواهان صنعت نفت ایران
10. سازمان پرچمداران انقلاب مشروطیت ایران
11. کارزار ائتلاف ایرانیان و سوری‌ها برای محاکمه خامنه‌ای
12. طرفدارهای سید محمدحسین کاظمینی بروجردی
13. کنگره دموکراسی خواهان سبز ایران
14. نهاد مردمی
15. سازمان اتحاد ملی ایرانیان هیوستون تگزاس
16. سازمان مشروطه خواهان ایران خط مقدم
17. سازمان زنان ایران مقیم آمریکا
18. پشتیبانان راه و اندیشه شاهزاده رضا پهلوی
19. جنبش جمهوری خواهان سکولار دموکرات
20. جبهه متحد جنبش سبز
21. سازمان آشتی ملی
22. سکولاریسم و دمکراسی و حقوق بشر برای ایران
23. کانون همبستگی ایرانیان برای رسیدن به دمکراسی
24. سازمان همگامان
25. سازمان مهیستان ایران
26. انجمن پادشاهی ایران

## رسانه‌ها
1. شبکه اندیشه
2. رادیو آزادگان
3. ایران آریایی

## منشور پیشنهادی
در منشور پیشنهادی این شورا آمده است:
امضاء کنندگان این منشور، همگام با نیروهای سیاسی – مدنی درون مرز، با پایبندی و ایمان به باورهای زیر، برای رسیدن به حاکمیت مردم از طریق صندوق‌های رای، دست در دست یکدیگر برای تشکیل این نهاد ملی و دموکراتیک اقدام می‌نمایند.
1. اعلامیه جهانی حقوق بشر (مصوبه ۱۰ دسامبر ۱۹۴۸)، کنوانسیون‌ها و میثاق‌های آن،
2. حفظ تمامیت ارضی، یکپارچگی ایران و همبستگی ملی ایرانیان،
3. کشور ایران متشکل از اقوام مختلفی است که ملت یگانه ایران را تشکیل می‌دهند. ما به برابری حقوقی کامل شهروندان ایران، صرف نظر از قوم، نژاد، رنگ، اعتقادات مذهبی و سیاسی و فرهنگی اعتقاد داریم،
4. مخالفت با هرگونه حمله نظامی خارجی علیه ایران،
5. آشتی ملی به معنای طرد خشونت و انتقام جویی و تأکید بر اجرای عدالت از مجرای قانونی با رعایت موازین حقوق بشر،
6. جدایی دین از حکومت همراه با تضمین آزادی همه ادیان و باورها،
7. لغو مجازات اعدام و منع هر نوع شکنجه،
8. آزادی اندیشه و بیان، آزادی مطبوعات و رسانه‌ها در سراسر ایران، آزادی تشکل احزاب، اتحادیه‌های صنفی کارگران و صنعتگران مستقل و همچنین به رسمیت شناختن سندیکای کارگری مستقل و حق اعتصاب کارگران و کارمندان،
9. برابری حقوق زنان با مردان در تمام عرصه‌ها همانند سیاسی، اجتماعی، اقتصادی و فرهنگی،
10. تحقق و اجرای حقوق و منافع کودکان بر اساس پیمان نامه بین‌المللی حقوق کودک ۲۰ نوامبر ۱۹۸۹،
11. پذیرش اصل ساختار حکومت غیرمتمرکز مبتنی بر تقسیم قدرت میان بخش‌های مختلف کشور، با فراهم نمودن زمینه مشارکت مستقیم مردم مناطق مختلف ایران از طریق ایجاد ـ نهادهای دمکراتیک محلی ـ جهت اداره امور سیاسی (انتخاب مسئولین محلی)، اقتصادی، اجتماعی و فرهنگی محلی خود،

مسئولیت‌های اصلی دولت مرکزی از جمله شامل امور زیر خواهد بود:
1. سیاست اقتصادی کلان کشور همانند تقسیم عادلانه درآمد ملی، مدیریت منابع زیرزمینی، چاپ و ضرب پول واحد ملی کشور،
2. پدافند ملی (حفاظت از مرزها و تمامیت ارضی توسط نیروهای نظامی)،
3. تعیین خط مشی‌های کلان در سیاست خارجی، امضای عهدنامه‌ها و قراردادهای بین‌المللی که بر عهده قوه قانون گزاری ملی است.
4. تعیین حداقل استانداردهای بهداشتی و آموزشی در سطح ملی،
5. تفکیک و استقلال کامل قوای مقننه، مجریه و قضاییه،
6. فراهم آوردن فضای آزاد و امن برای شالوده ریزی یک اقتصاد سالم با هدف افزایش توانایی‌های علمی و تکنولوژی کشور و ارتقای جایگاه اقتصادی ایران بر اساس توزیع عادلانه ثروت به منظور استقرار عدالت اجتماعی و بالابردن سطح رفاه عمومی بکارگیری تجربه‌های اقتصادی ایران و جهان در خدمت تأمین توسعه پایدار،
7. حفظ و حراست از میراث تاریخی و فرهنگی و محیط زیست ایران،
8. ایجاد فضای آموزشی سالم با پرهیز از هر نوع تبعیض‌های ایدئولوژیکی و برقراری عدالت آموزشی، تسهیلات آموزشی، پژوهشی و رفاهی به‌طور یکسان برای همه دانش آموزان، دانشجویان و دانشگاهیان در سراسر کشور،
9. پیگیری سیاست خارجی مسالمت آمیز و عادلانه با در نظر گرفتن منافع ملی و تعهد به حفظ صلح و امنیت در منطقه و سراسر جهان و پایبندی به پروتکل عدم گسترش سلاح‌های هسته‌ای،
10. لازم است ذکر شود که قانونمندی اصول و باورهای فوق از وظایف مجلس مؤسسان منتخب مردم ایران می‌باشد.

## خروج سازمان‌ها و افراد از شورای ملی ایران
همچنین تاکنون سازمان‌های زیر که پیشتر عضو این شورا بوده‌اند، از آن خارج شده‌اند:
1. جنبش آذربایجان برای دمکراسی و یکپارچگی ایران
2. سازمان دموکراتیک یارسان[۱۶]

در ماه آوریل ۲۰۱۳، دو سازمان جنبش آذربایجان برای دموکراسی و یکپارچگی ایران و سازمان دموکراتیک یارسان که سازمانی متعلق به پیروان آیین یارسان است، از این شورا خارج شدند. جنبش آذربایجان در بیانیه‌ای «عملکرد رهبر اصلی» یعنی رضا پهلوی را دلیل این خروج عنوان کرد که به نظر آنان «درایت و توانایی ایجاد اتحاد مابین اقوام ایرانی را ندارد.» همچنین علی مهرابی سخنگوی سازمان دموکراتیک یارسان در گفتگویی با تلویزیون نوروز، دلیل پیوستن این سازمان به شورای ملی ایران را تلاش برای معرفی هویت یارسان به سازمان‌های غیر کرد و استفاده از ظرفیت‌های سازمان‌های دیگر برای اهداف این سازمان عنوان کرد. وی اعلام کرد سازمان دموکراتیک یارسان با رهبری این شورا به دلیل برتری طلبی، مرکزیت گرایی و هژمونی خاندان پهلوی بر سر نگارش سند سیاسی مشترک و انتخابات شورا دچار مشکل شده و به همین دلیل از این شورا خارج شده است.
همچنین در تاریخ افراد زیر در اعتراض به رفتارها، انتصابات و شفاف نبودن هزینه‌ها و عدم مقابله قاطعانه با جمهوری اسلامی از شورای ملی ایرانیان خارج شدند:
- سوگل آیرم
- همایون صدوقی (دبیر شورای عالی)
- فرخ پیرنیا
- هادی طلاکوب
- فرهمند کلایه
- منوچهر شجاعی
- رامین نیکو
- علی فرازنده
- سینا دبستانی
- علی صالحی پامناری
- نامدار بقایی یزدی
- سیاوش آذری
- امیرعباس فخرآور
- نیما سعیدی[۱۹]